# Mýflug Air
Mýflug Air es una aerolínea islandesa fundada en 1985 con sede en Reikiavik y Reykjahlíð.

## Historia
Myflug Air se fundó el 7 de abril de 1985 con el objetivo de ofrecer vuelos turísticos y chárter, así como lecciones de vuelo desde el aeropuerto de Mývatn en el lago Myvatn, en el norte de Islandia.
Dado que esta nueva aerolínea fue fundada por lugareños, recibió el nombre del lago cercano: Mýflug (Myflug Air en inglés).
El negocio creció constantemente y en 1987 se construyó en el aeropuerto un nuevo hangar con una pequeña recepción de pasajeros. Los tipos de aviones utilizados en los primeros años incluyeron el Cessna 152, Cessna 172, Cessna 206 y Piper PA-23 Aztec. Lo que tenían en común era una capacidad de pasajeros bastante limitada. Sin embargo, esto cambió cuando la aerolínea inició un vuelo regular entre la capital Reikiavik y el lago Mývatn en 1990 utilizando un Piper PA-31 Navajo con ocho o nueve pasajeros.
En 1997 se inició un servicio aéreo regular entre el lago Mývatn y Hornafjörður (en la costa sureste de Islandia), pero se suspendió dos años más tarde junto con los vuelos regulares a Reikiavik. En cambio, la aerolínea inició vuelos regulares entre Reikiavik y Húsavík en el norte de Islandia. Se fletó un Dornier 228 de diecinueve asientos y el servicio comenzó en 1999.
Sin embargo, el bajo volumen de pasajeros fue decepcionante y los vuelos regulares entre Reikiavik y Húsavík se interrumpieron 18 meses después. Después de repensar su estrategia, Mýflug Air cambió su enfoque de los vuelos regulares al mercado turístico, principalmente vuelos turísticos desde el lago Mývatn, así como vuelos chárter y ambulancia.
En 2005, Mýflug Air obtuvo el contrato para proporcionar vuelos ambulancia aérea a la mayor parte de Islandia. La duración del contrato fue de cinco años y comenzó el 1 de enero de 2006 con una prórroga opcional de dos años. Se compró y reacondicionó un Beechcraft Super King Air con todo el equipo necesario para el transporte de pacientes, incluidas dos camillas. En 2008, la compañía se expandió aún más cuando se hizo cargo de las operaciones diarias de los aviones Isavia, que también son Beechcraft Super King Air. La duración del contrato era inicialmente de un año hasta que fue renovado en 2009 por los siguientes tres años. Este contrato permitió a Mýflug Air disponer de un avión de sustitución del mismo tipo para vuelos ambulancia y vuelos chárter. También se utiliza para vuelos de calibración en Islandia, Groenlandia y las Islas Feroe.
Otro acontecimiento importante en 2008 fue la inauguración de un nuevo hangar en el aeropuerto de Akureyri, que, además de los aviones, también incluye oficinas, un aula y un salón en el piso superior.
En la actualidad, la compañía opera tres tipos diferentes de aviones para diversas funciones: British Aerospace Jetstream 32 para vuelos nacionales programados; Beechcraft Super King Air y Cessna 206 para operaciones de ambulancia/chárter. Su principal enfoque es el servicio de vuelo de ambulancia proporcionado a Islandia y vuelos chárter a aeródromos en Islandia y Groenlandia. Mýflug también opera vuelos turísticos alrededor del lago Mývatn durante los meses de verano.
En 2023, Mýflug adquirió la mayoría de las acciones de Eagle Air, que había atravesado dificultades financieras y el año siguiente las dos aerolíneas se fusionaron en una sola entidad, llamada Mýflug. Posteriormente, Eagle Air se declaró en quiebra y se revocó su Certificado de Operador Aéreo.
Mýflug se hizo cargo de la operación de la única ruta restante de Eagle Air, desde el aeropuerto de Reikiavik hasta el aeropuerto de Hornafjörður en Höfn; un servicio aéreo esencial subvencionado por el gobierno. En octubre de 2024, Mýflug Air consiguió un contrato gubernamental para vuelos estacionales de invierno al aeropuerto de Islas Vestman para el período 2024-2027, de diciembre a febrero.

## Destinos
Mýflug se centra en vuelos chárter y de emergencia que sirven en Islandia y Groenlandia. Mýflug también posee vuelos turísticos alrededor del lago Myvatn durante todo el verano.
Además, opera vuelos regulares a los siguientes destinos (octubre de 2024):
| País     | Destinos      | Aeropuertos                 |
| -------- | ------------- | --------------------------- |
| Islandia | Bíldudalur    | Aeropuerto de Bíldudalur    |
| Islandia | Gjögur        | Aeropuerto de Gjögur        |
| Islandia | Höfn          | Aeropuerto de Hornafjörður  |
| Islandia | Húsavík       | Aeropuerto de Húsavík       |
| Islandia | Islas Vestman | Aeropuerto de Islas Vestman |
| Islandia | Reikiavik     | Aeropuerto de Reikiavik HUB |
| Islandia | Reykjahlíð    | Aeropuerto de Reykjahlíð    |

## Flota

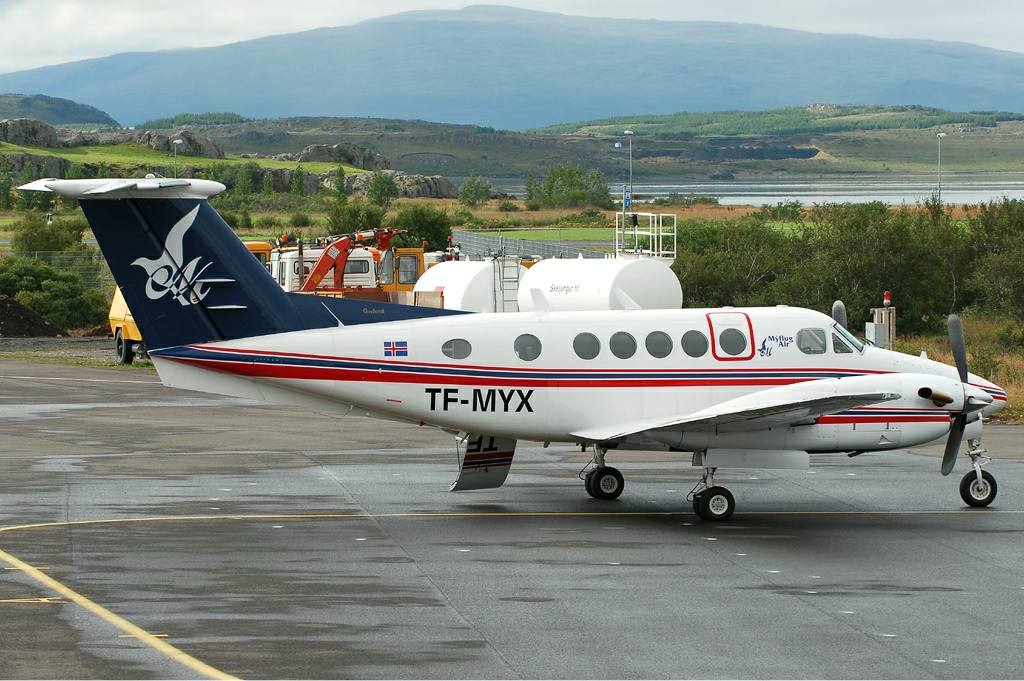
Beech Super King Air perteneciente a la compañía

| Aeronaves                      | En servicio | Pedidos | Pasajeros (clase única)                              | Matrículas                                           | Antigüedad                                           |
| ------------------------------ | ----------- | ------- | ---------------------------------------------------- | ---------------------------------------------------- | ---------------------------------------------------- |
| Beechcraft Super King Air      | 2           | —       | Ambulancia                                           | TF-MYA                                               | 25,8 años                                            |
| Beechcraft Super King Air      | 2           | —       | 9                                                    | TF-MYB                                               | 7,5 años                                             |
| British Aerospace Jetstream 32 | 1           | —       | 19                                                   | TF-ORA                                               | 33,5 años                                            |
| Cessna 206                     | 2           | —       | 6                                                    | TF-MYY                                               | 49 años                                              |
| Cessna 206                     | 2           | —       | 6                                                    | TF-MYF                                               | 42 años                                              |
| Total                          | 5           | —       | Edad media de la flota (octubre de 2024): 31,6 años. | Edad media de la flota (octubre de 2024): 31,6 años. | Edad media de la flota (octubre de 2024): 31,6 años. |